# Via Aemilia

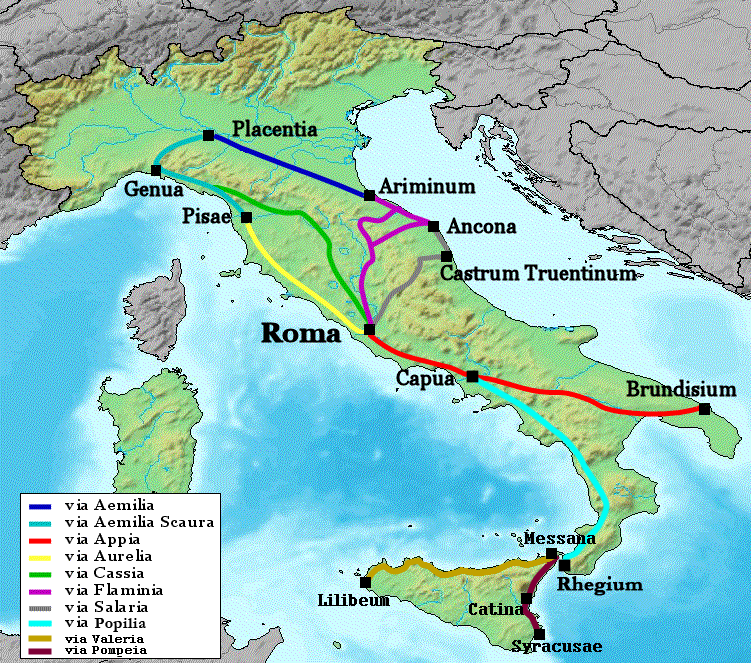
Mapa nejvýznamnějších římských cest. Tmavě modrou znázorněná Via Aemilia

Via Aemilia byla starověká římská cesta na severu Itálie. Spojovala města Rimini (Ariminum) na pobřeží Jaderského moře a Piacenza (Placentia ) na řece Pádu. Dokončena byla v roce 187 př. n. l. Spojení s Římem zajišťovala další cesta tzv. Via Flaminia, která se spojovala v Rimini a byla dokončena o 33 let dříve. Cesta měla strategický význam, protože umožnila kolonizaci nově dobytého a zemědělsky významného údolí řeky Pád. Podély cesty byla budována vojenská a civilní sídla, o čemž svědčí roky založení některých měst jako např. Bologna (Bononia) (189 př. n. l.), Modena (Mutina), Reggio nell'Emilia (Regium) či Parma (všechny založené v roce 183 př. n. l.).
Cesta nese název podle římského konzula, kterým byl Marcus Aemilius Lepidus. Vedla převážně přímo a to v délce 176 římských mil (260 km). Procházela městy Forlì, Faenza, Bologna, Modena, Reggio a Parma.

## Galerie

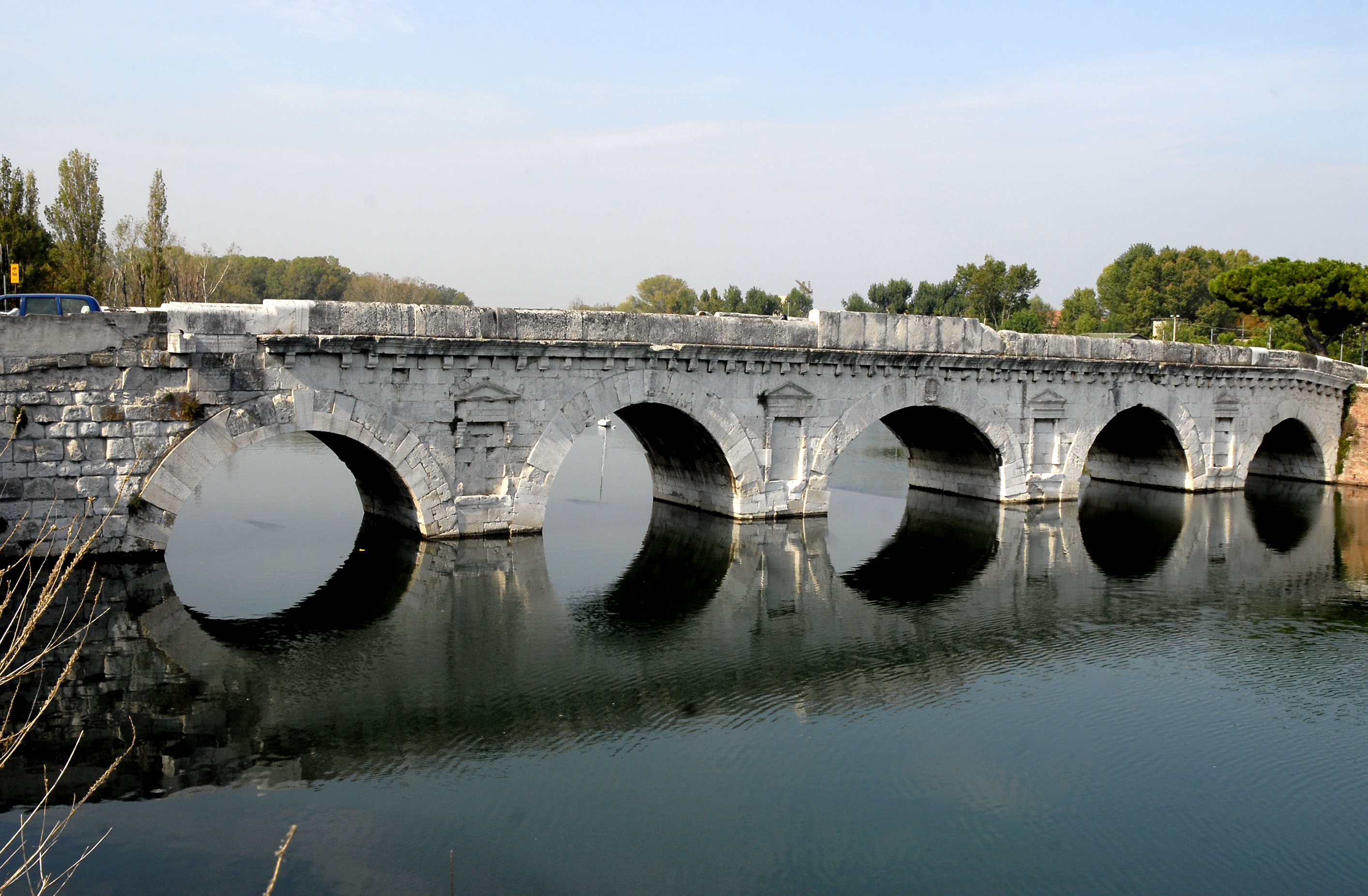
Most Ponte d'Augusto v Rimini
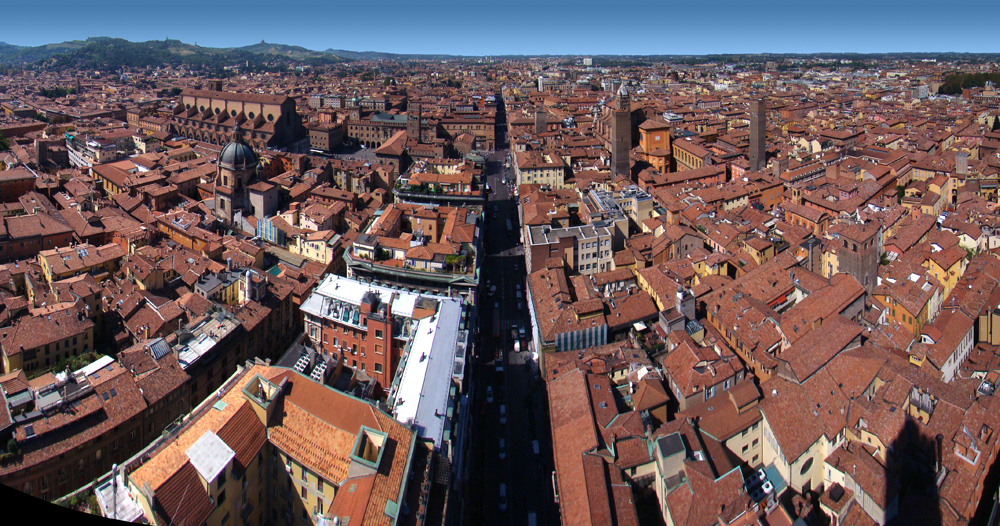
Via Aemilia v Bologni